# Tante Dahlia
Tante Dahlia, eigentlich Dahlia Travers, geborene Wooster ist eine wiederkehrende fiktive Figur in den komischen Romanen des britisch-amerikanischen P. G. Wodehouse. Ihr Neffe ist Bertie Wooster, der gemeinsam mit seinem Kammerdiener Jeeves zu den bekanntesten Figuren im Schaffen von Wodehouse zählt. 
Eingeführt wurde die Figur in der Kurzgeschichte Clustering Round Young Bingo, die erstmals im Jahre 1925 veröffentlicht wurde. Sie wird noch in dem letzten Roman Aunts aren’t Gentlemen erwähnt, den P. G. Wodehouse vollenden konnte. 
Die Wodehouse-Biografin Frances Donaldson hält fest, dass der Leser zwar dazu verführt werde, Tante Dahlia als die sympathischere der beiden Tanten von Bertie Wooster zu empfinden – nicht zuletzt, weil Bertie immer wieder seine Zuneigung zu Tante Dahlia betone. Letztlich aber erleide Wooster durch seine Tante Dahlia mehr Probleme und Schwierigkeiten als durch seine respektheischende Tante Agatha. Dahlia sei eine vor nichts zurückschreckende Erpresserin, die völlig unbeeindruckt sei von den Unannehmlichkeiten und Erniedrigungen, die sie den Personen ihres Umfelds zumute. Wodehouse lässt Bertie Wooster dies zumindest gelegentlich ähnlich sehen: So philosophiert Bertie, wie glücklich und ruhig sein Leben ganz ohne Tanten verlaufen würde, und hält fest, wie wenig Sinn es habe, zwischen guten und bösen Tanten zu unterscheiden. Im Herzen seien sie alle gleich: Früher oder später zeige sich ihr Pferdefuß.

## Charakterisierung
Anders als Dahlias Schwester Agatha wird Tante Dahlia von ihrem Neffen Bertie sehr geschätzt. Sie ist in zweiter Ehe mit dem wohlhabenden Tom Travers verheiratet – ihr erster Ehemann wird in Clustering Round Young Bingo nur beiläufig erwähnt – er neigte zu übermäßigem Alkoholgenuss und ertrank bei einem Unfall. Wie häufiger bei P. G. Wodehouse ändern Figuren ihre Einstellung in bestimmten Punkten grundlegend. Tom Travers, der zweite Ehemann, wird in Clustering Round Young Bingo noch als jemand dargestellt, der dem Landleben vollständig ablehnend gegenübersteht, und er ist der Grund, warum Tante Dahlia auf die von ihr so geliebte Parforcejagd verzichtet. In den späteren Romanen ist Tom Travers auf dem Landsitz Brinkley Court genauso zu Hause wie in ihrem Haus im Londoner Stadtteil Mayfair.
Mittlerweile ist Tante Dahlia Mutter von Angela und Bonzo Travers, beschäftigt den überaus begabten französischen Spitzenkoch Anatole auf ihrem Landsitz Brinkleys Court und ist Herausgeberin der Zeitschrift Milady's Boudoir, einer Zeitschrift, die immer knapp davor steht, endlich schwarze Zahlen zu schreiben. Bertie Wooster ist stolz darauf, einmal einen Artikel zu Tante Dahlias Magazin „Mylady's Boudoir“ beigetragen zu haben. Sein Artikel mit dem Titel „Was der gut angezogene Herr trägt“ wird von Bertie in mehr als einem Roman erwähnt. Gleichzeitig ist die Zeitschrift jedoch der Grund, dass Tom Travers, der nur unwillig die Zeitung seiner Frau subventioniert, immer wieder milde gestimmt werden muss. Dann beauftragt Tante Dahlia ihren Neffen beispielsweise damit, silberne Sahnekännchen zu stehlen, auf die ihr Mann als Sammler ein Auge geworfen hat.
Tante Dahlia ist außerdem Vorstand der Market Snodsbury Grammar School und muss für den jährlichen Abschluss würdige Ehrenredner und Preisverleiher finden. Ihr Neffe sorgt dafür, dass sie statt seiner Augustus Fink-Nottle mit dieser ehrwürdigen Aufgabe vertraut, was zu einer denkwürdigen Preisverleihung durch den angetrunkenen Fink-Nottle führt. Stephen Fry und der Literaturhistoriker Richard Usborne urteilten unabhängig voneinander, dass diese Szene zu dem komischsten zählt, was in der englischen Literaturgeschichte niedergeschrieben wurde. Auch John le Carré hat in einem 1996 veröffentlichten Zeitungsartikel festgehalten, dass jede Büchersammlung diesen Roman enthalten müsse, und ihn zu seinem Lieblingsroman erklärt.
Dahlia und Tom Travers leben auf ihrem Landsitz Brinkley Court nahe dem Örtchen Market Snodsbury in Worcestershire. P. G. Wodehouse, der seine Romane in einem zeitlosen Kontinuum spielen lässt, gibt kein Heiratsjahr an, sondern erwähnt, dass sie in dem Jahr heiraten, in dem Bluebottle das Cambridgeshire Handicap gewann, ein bekanntes Pferderennen. Unweit des Landsitzes des Ehepaares leben auf dem Landsitz Totleigh Towers Sir Watkyn Bassett und seine Tochter Madeline. Sir Watkyn ist wie Travers ein Sammler von altem Silber und anderen Gegenständen des Kunsthandwerks, was zu einer gewissen Rivalität zwischen den beiden führt und eines der Handlungsmotive in Romanen wie Alter Adel rostet nicht und SOS, Jeeves ist. Trotz dieser väterlichen Konkurrenz sind Angela Travers und Madeline Bassett miteinander befreundet und waren zu Beginn der Handlung von Dann eben nicht, Jeeves sogar gemeinsam im Urlaub. 
P. G. Wodehouse vergleicht die Figur von Tante Dahlia mit der von Mae West, allerdings ist ihre Gesichtsfarbe rötlich-violett. Das ist eine Folge davon, dass Tante Dahlia in ihren jungen Jahren eine begeisterte Teilnehmerin von Parforcejagden war. Dies prägt bis heute ihre Person – Bertie erinnert die Lautstärke, mit der sie mit ihm telefoniert, an ihre Rufe bei Starkwind über frisch gepflügte Felder. Nicht weniger energisch reagiert sie, wenn jemand ihr Missfallen erregt – Bertie hält in SOS, Jeeves! unter anderem fest:

„Die alte Blutsverwandte verfügt über eine starke Persönlichkeit, und es macht ihr, wenn ihr irgendetwas missfällt, überhaupt nichts aus, die Ursache des Missfallens in wenigen Minuten in einen bloßen Fettfleck zu verwandeln. Ich habe mir sagen lassen, dass Waidmänner, die bei ihr damals, als sie noch selber jagte, in Ungnade fielen, weil sie Hunde niedergeritten hatten, sich nie mehr ganz erholten und noch Monate später in einer Art Stupor verharrten und bei plötzlichen Geräuschen zusammenzuckten.“

## Erzählungen, in denen Tante Dahlia eine Rolle spielt (Auswahl)
- Right Ho, Jeeves (1934); deutscher Titel: Dann eben nicht, Jeeves
- The Code of the Woosters (1938); deutscher Titel: Alter Adel rostet nicht
- The Mating Season (1949); deutscher Titel der Erstübersetzung Das höchste der Gefühle; 
  - neu aufgelegt: Jeeves wirkt Wunder, neu übersetzt von Thomas Schlachter, Edition Epoca, Zürich
- Stiff Upper Lip, Jeeves (1963); deutscher Titel der Erstübersetzung: Was tun, Jeeves?;
  - neu aufgelegt: SOS, Jeeves!, neu übersetzt von Thomas Schlachter, Edition Epoca, Zürich
- Jeeves and the Feudal Spirit (1954); deutscher Titel: Adel vergißt sich
- Jeeves in the Offing (1960); deutsche Titel: Wo bleibt Jeeves; Keine Ferien für Jeeves
- Much Obliged, Jeeves (1971); Titel in den Vereinigten Staaten: Jeeves and the Tie That Binds; deutscher Titel: Ohne Butler geht es nicht
- Aunts Aren't Gentlemen (1974); deutscher Titel Fünf vor zwölf, Jeeves; Titel in den Vereinigten Staaten: The Catnappers

## Einzelbelege
1. ↑   Donaldson: P. G. Wodehouse: A Biography. S. 10 und S. 11.
2. ↑   P. G. Wodehouse; The Code of the Wooster. S. 39
3. ↑  Usborne: Plum Sauce. A P. G. Wodehouse Companion. S. 123.
4. ↑   P. G. Wodehouse: Alter Adel rostet nicht
5. ↑  Stephen Fry: What ho, My hero P. G. Wodehouse, The Independent, 18. Januar 2000 (Memento des Originals vom 19. August 2002 im Internet Archive)  Info: Der Archivlink wurde automatisch eingesetzt und noch nicht geprüft. Bitte prüfe Original- und Archivlink gemäß Anleitung und entferne dann diesen Hinweis., aufgerufen am 24. April 2016
6. ↑  Usborne: Plum Sauce. A P. G. Wodehouse Companion. S. 170.
7. ↑   John le Carré; Personal Best: Right Ho, Jeeves, Salon, 30. September 1996, aufgerufen am 24. April 2016.
8. ↑   P. G. Wodehouse: Dann eben nicht, Jeeves, S. 34
9. ↑   P. G. Wodehouse: Jeeves and the Feudal Spirit. 1954
10. ↑   P. G. Wodehouse: SOS, Jeeves!, S. 142. Übersetzung von Thomas Schlachter